# Hatiora gaertneri
Hatiora gaertneri är en kaktusväxtart som först beskrevs av Eduard August von Regel, och fick sitt nu gällande namn av Barthlott. Hatiora gaertneri ingår i släktet Hatiora och familjen kaktusväxter. Inga underarter finns listade i Catalogue of Life.

## Bildgalleri

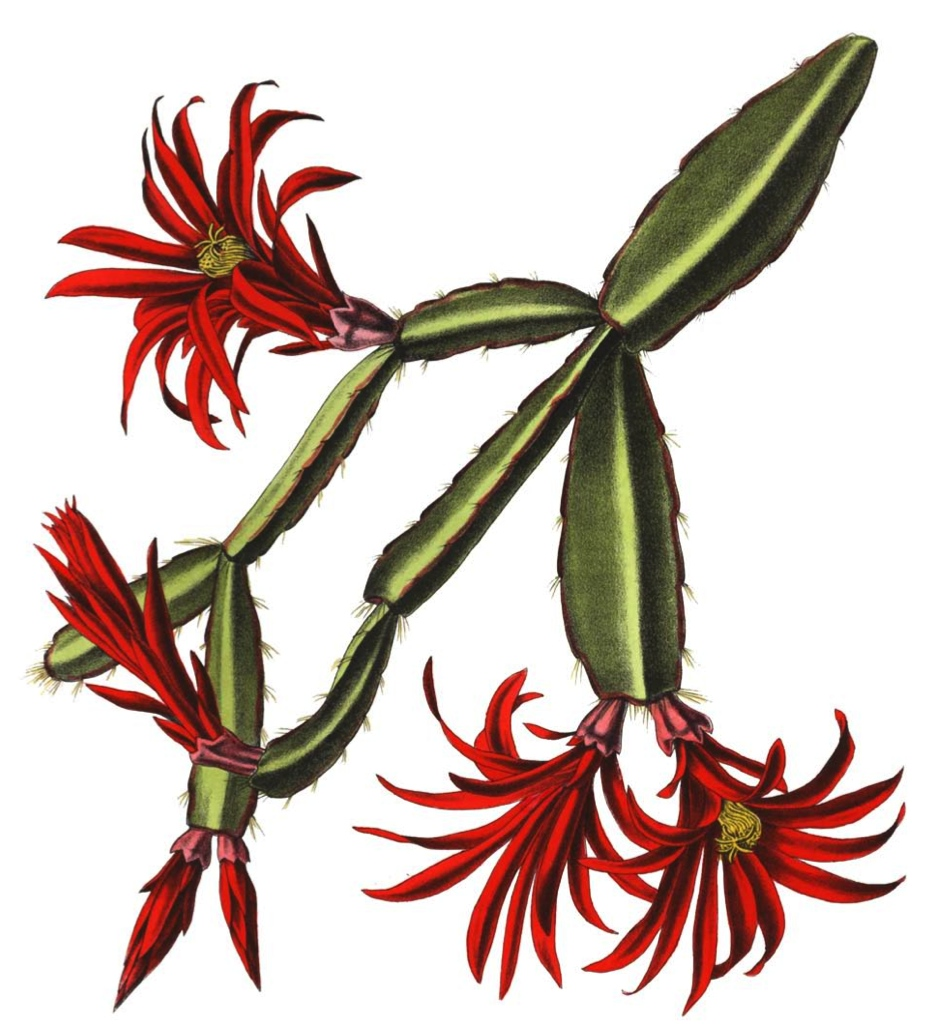
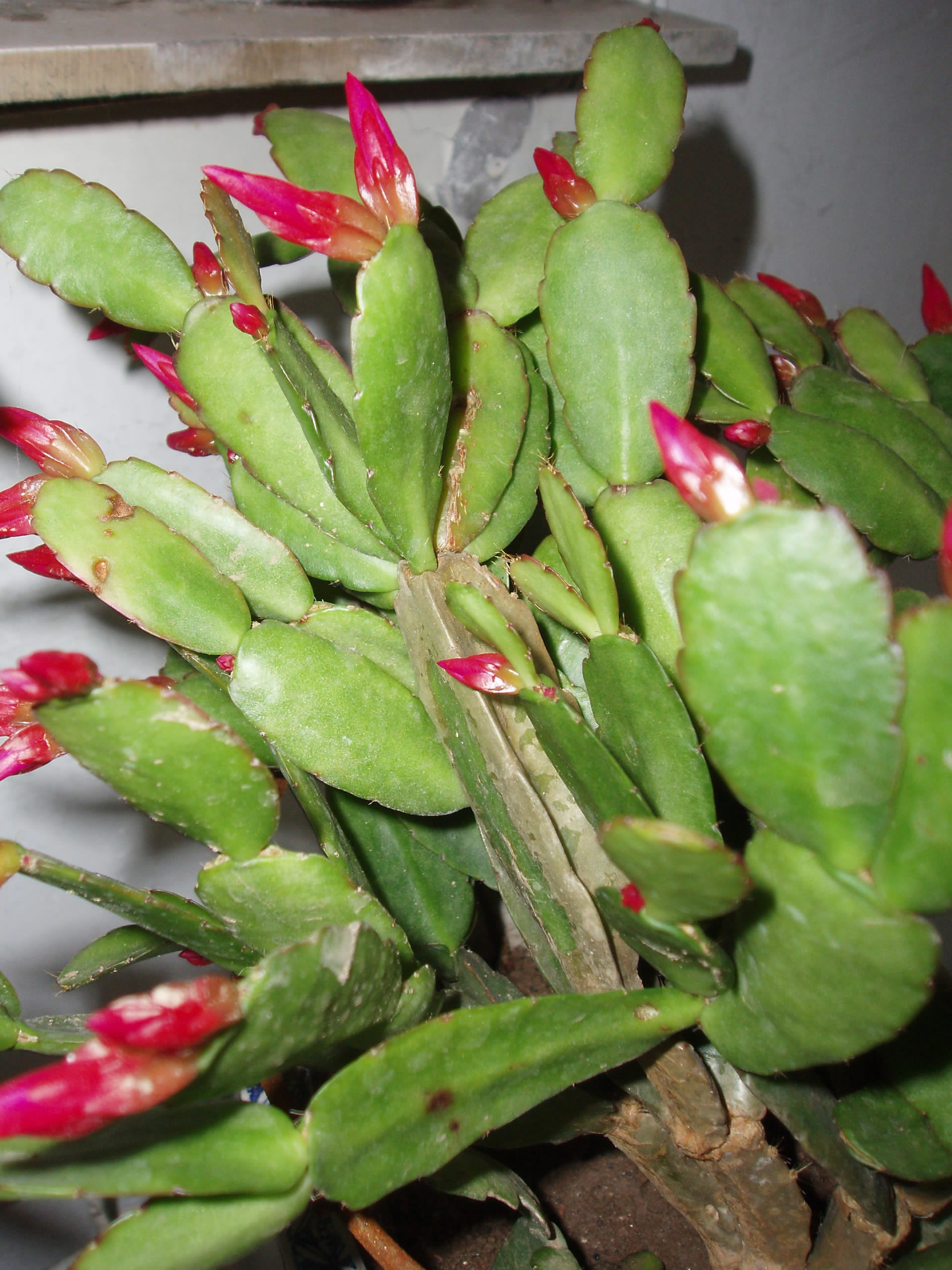
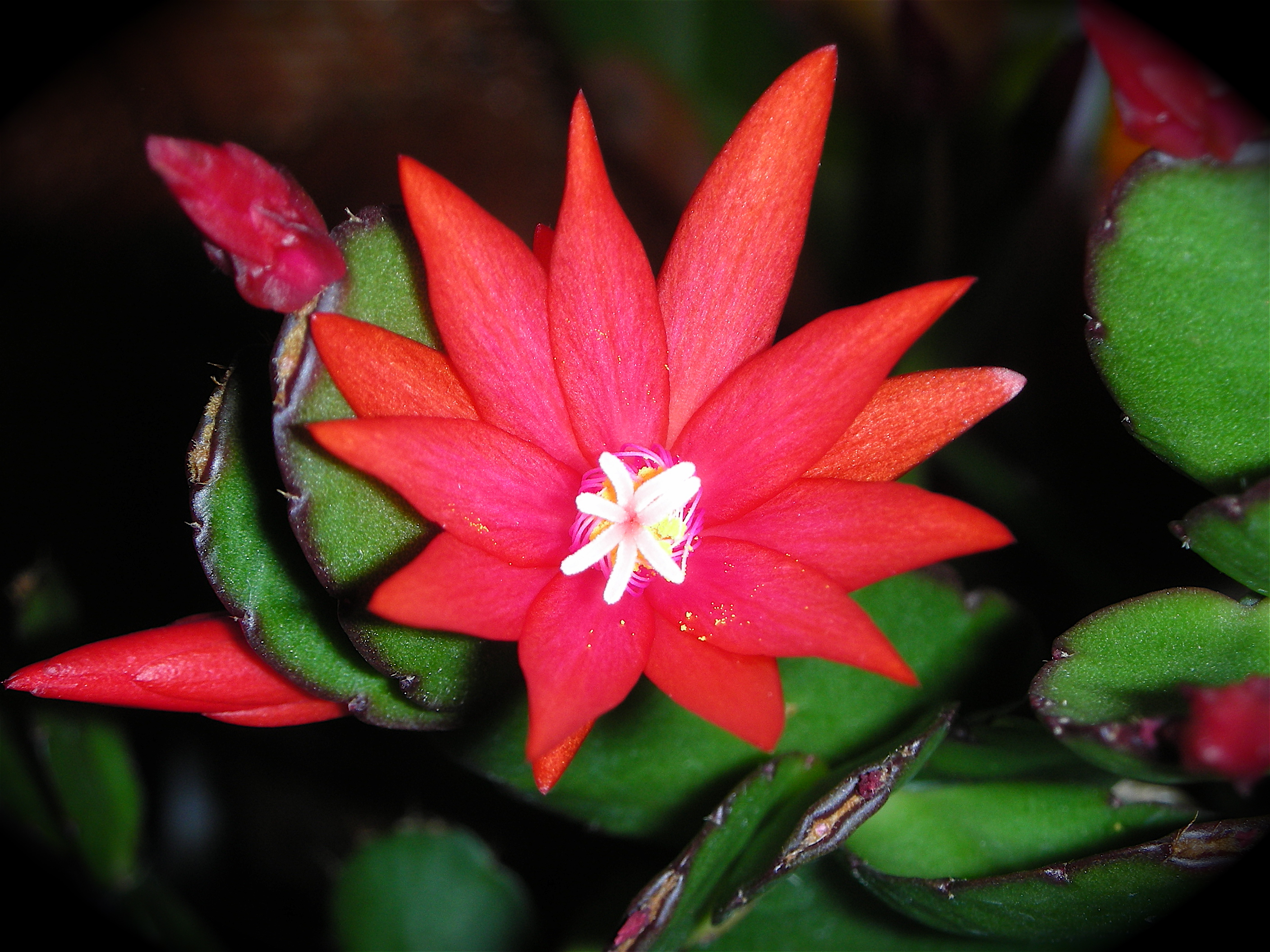
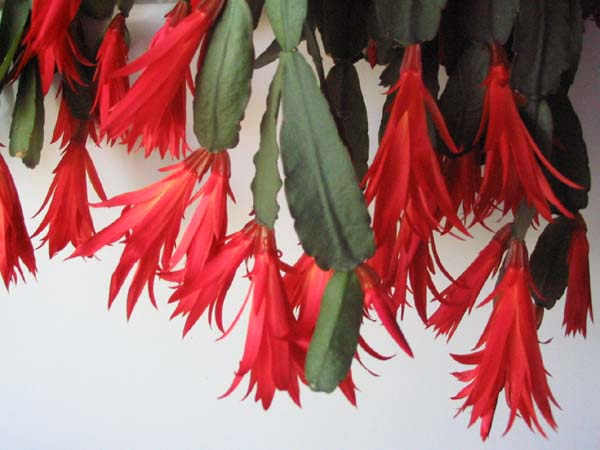
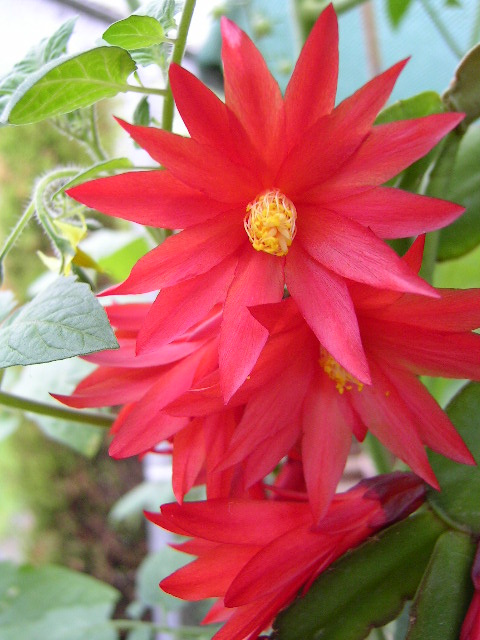
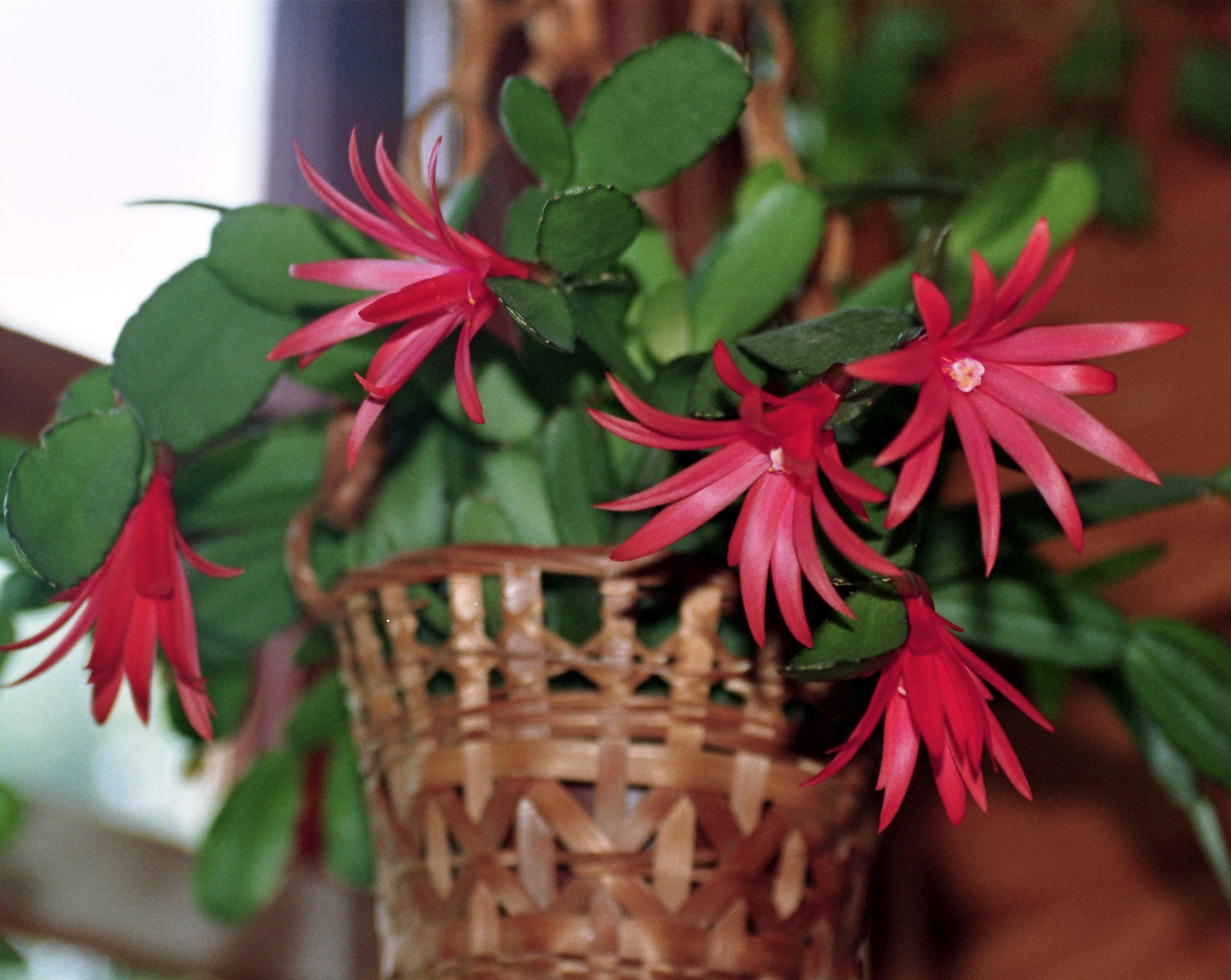